# Bisdom Ourinhos
Het bisdom Ourinhos (Latijn: Dioecesis Parvauratana) is een rooms-katholiek bisdom met als zetel Ourinhos, in Brazilië. Het bisdom is suffragaan aan het aartsbisdom Botucatu.

## Geschiedenis
Het bisdom werd opgericht op 30 december 1998, uit delen van het aartsbisdom Botucatu en de bisdommen Assis en Itapeva

## Parochies
Het bisdom had in 2021 een oppervlakte van 7.104 km2 en telde 377.268 inwoners waarvan 71,8% rooms-katholiek was.

## Bisschoppen
- Salvatore Paruzzo (30 december 1998 - 19 mei 2021)
- Eduardo Vieira dos Santos (19 mei 2021 - heden)

Botucatu (aartsbisdom) · Araçatuba · Assis · Bauru · Lins · Marília · Ourinhos · Presidente Prudente